# 인디스토리
인디스토리는 1998년 11월 설립된 대한민국 최초의 독립영화 제작 배급사다.
창립 초기 단편영화를 중심으로 배급을 시작하였으며, 1999년, EBS 단편영화극장과 전주MBC에 단편영화를 배급했다. 해외 배급도 활발하게 진행하여, 2000년에는 클레르몽-페랑 국제단편영화제의 한국단편영화회고전을 진행하기도 했다. 2000년 12월 <대학로에서 매춘하다가 토막살해당한 여고생 아직 대학로에 있다>로 첫 장편영화 극장 배급, 이후 매년 꾸준히 장/단편영화를 배급해 오고 있다. 극장 배급 뿐 아니라, 국내외 영화제, 공동체 상영, 공중파/케이블/위성방송, 인터넷, 모바일, 비디오, VCD, VOD, DVD 등 다양한 채널을 통해 배급하고 있다.
2009년 화제의 독립영화 <워낭소리>를 배급하여, 독립영화의 새로운 시대를 열었다. 2006년 광복 60주년 옴니버스 제작 프로젝트 <눈부신 하루>와 장편독립영화 <팔월의 일요일들>로 제작을 시작했으며, 이후 <지구에서 사는 법>, <황금시대>, <바다 쪽으로, 한 뼘 더> 등을 제작했다. 2011년 1월 < 인비져블 2: 귀신 소리 찾기>(유준석 감독), 2월 <혜화,동>(민용근 감독), 3월	<두만강>(장률 감독) 극장 개봉, 4월 <시선 너머>(강이관/부지영/김대승/윤성현/신동일 감독), 6월 <굿바이 보이>(노홍진 감독), 8월 <에일리언 비키니>(오영두 감독), 9월 <평범한 날들>(이난 감독)을 극장 개봉했으며, 11월에 <고양이 춤>을 배급한다. 그리고 11월에는 제작 작품인 <티끌모아 로맨스>도 개봉했다.

## 영화
| 개봉             | 영화                                | 배급 | 제작 | 비고                       |
| ---------------- | ----------------------------------- | ---- | ---- | -------------------------- |
| 2016년 9월 8일   | 《왕초와 용가리》                   | 예   |      |                            |
| 2016년 10월 20일 | 《걷기왕》                          |      | 예   |                            |
| 2016년 11월 24일 | 《혼자》                            | 예   |      |                            |
| 2016년 12월 29일 | 《파파좀비》                        | 예   | 예   |                            |
| 2017년 3월 22일  | 《만담강호》                        | 예   |      |                            |
| 2017년 6월 8일   | 《델타 보이즈》                     | 예   |      |                            |
| 2017년 8월 3일   | 《여자들》                          | 예   |      |                            |
| 2017년 8월 30일  | 《무현, 두 도시 이야기: 파이널 컷》 | 예   |      |                            |
| 2017년 12월 14일 | 《메리 크리스마스 미스터 모》       | 예   |      |                            |
| 2018년 4월 19일  | 《수성못》                          | 예   |      |                            |
| 2018년 5월 24일  | 《오목소녀》                        | 예   | 예   |                            |
| 2018년 6월 21일  | 《튼튼이의 모험》                   | 예   |      | CGV 아트하우스와 공동 배급 |
| 2018년 7월 19일  | 《행복의 나라》                     | 예   |      |                            |
| 2018년 8월 15일  | 《카운터스》                        | 예   |      |                            |
| 2018년 9월 20일  | 《나부야 나부야》                   | 예   |      |                            |
| 2018년 12월 6일  | 《다영씨》                          | 예   |      |                            |
| 2019년 3월 7일   | 《내가 사는 세상》                  | 예   |      |                            |
| 2019년 4월 4일   | 《한강에게》                        | 예   |      |                            |
| 2019년 5월 29일  | 《우리 지금 만나》                  | 예   |      |                            |
| 2019년 7월 25일  | 《굿바이 썸머》                     | 예   | 예   | 이에스픽쳐스와 공동 제작   |
| 2019년 10월 10일 | 《열두 번째 용의자》                | 예   |      |                            |
| 2019년 12월 12일 | 《영화로운 나날》                   | 예   |      |                            |
| 2020년 3월 25일  | 《이장》                            | 예   | 예   |                            |
| 2020년 4월 29일  | 《호텔 레이크》                     |      | 예   | 이에스픽쳐스와 공동 제작   |
| 2020년 5월 14일  | 《고양이 집사》                     | 예   |      |                            |
| 2020년 7월 9일   | 《팡파레》                          | 예   |      |                            |
| 2020년 8월 27일  | 《후쿠오카》                        | 예   |      | 률필름과 공동 배급         |
| 2020년 12월 10일 | 《겨울밤에》                        | 예   |      | 봄내필름 제작              |